# TF1
TF1 — приватний загальнонаціональний французький телеканал, що контролюється TF1 Group, більшість акцій якого належать Bouygues. Доля ринку каналу складає 24%, що робить його найбільшим за кількістю аудиторії в Європі.

## Історія
Від початку заснування 26 квітня 1935 TF1 залишався єдиним каналом у Франції протягом 28 років. Канал є одним з  найстарших у світі та одним з небагатьох, що працюють з довоєнних часів. За час свого існування канал змінив багато назв. Сьогоднішня назва  TF1 (Télévision Française 1) використовується з 1975 року.
У червні 2023 року канал випустив репортаж, відзнятий на позиціях російських військових на окупованій російською армією території України, без жодних згадок про ширший контекст війни Росії проти України.

### Назви каналу
- Radio-PTT Vision (1935–1937)
- Radiodiffusion nationale Télévision (1937–1939)
- Fernsehsender Paris (1943–1944)
- RDF Télévision française (1944–1949)
- RTF Télévision (1949–1964)
- Première chaîne de l'ORTF (1964–1975)
- TF1 (since 1975)

## Логотипи

25 липня 1964 – 5 січня 1975
6 січня 1975 – 2 вересня 1984
3 вересня 1984 – 5 січня 1987
1987 — 1990
2 лютого 1990 – 10 липня 2006
11 липня 2006 – 28 вересня 2013
з 28 вересня 2013 року